# Netumbo Nandi-Ndaitwah
Netumbo Nandi-Ndaitwah, född 29 oktober 1952 i Onamutai i Sydvästafrika (nuvarande Namibia), är en namibisk politiker som är Namibias president sedan 21 mars 2025. Hon är landets första kvinnliga president.
Nandi-Ndaitwah var dessförinnan vice president från 4 februari 2024. Hon var tidigare utrikesminister och vice premiärminister. Från 2005 och 2010 var hon minister för information och etermedia, och mellan 2010 och 2012 var hon landets miljö- och turismminister.